# Neustadt an der Aisch
Pour les articles homonymes, voir Neustadt.
Neustadt an der Aisch est une ville de Bavière (Allemagne), située dans l'arrondissement de Neustadt an der Aisch-Bad Windsheim, dans le district de Moyenne-Franconie.

## Histoire
| Appartenances historiques Burgraviat de Nuremberg 1192–1398 Principauté de Bayreuth 1398–1792 Royaume de Prusse 1792–1806 Royaume de Bavière 1806–1918 République de Weimar 1918–1933 Reich allemand 1933–1945 Allemagne occupée 1945–1949 Allemagne 1949–présent |

## Galerie

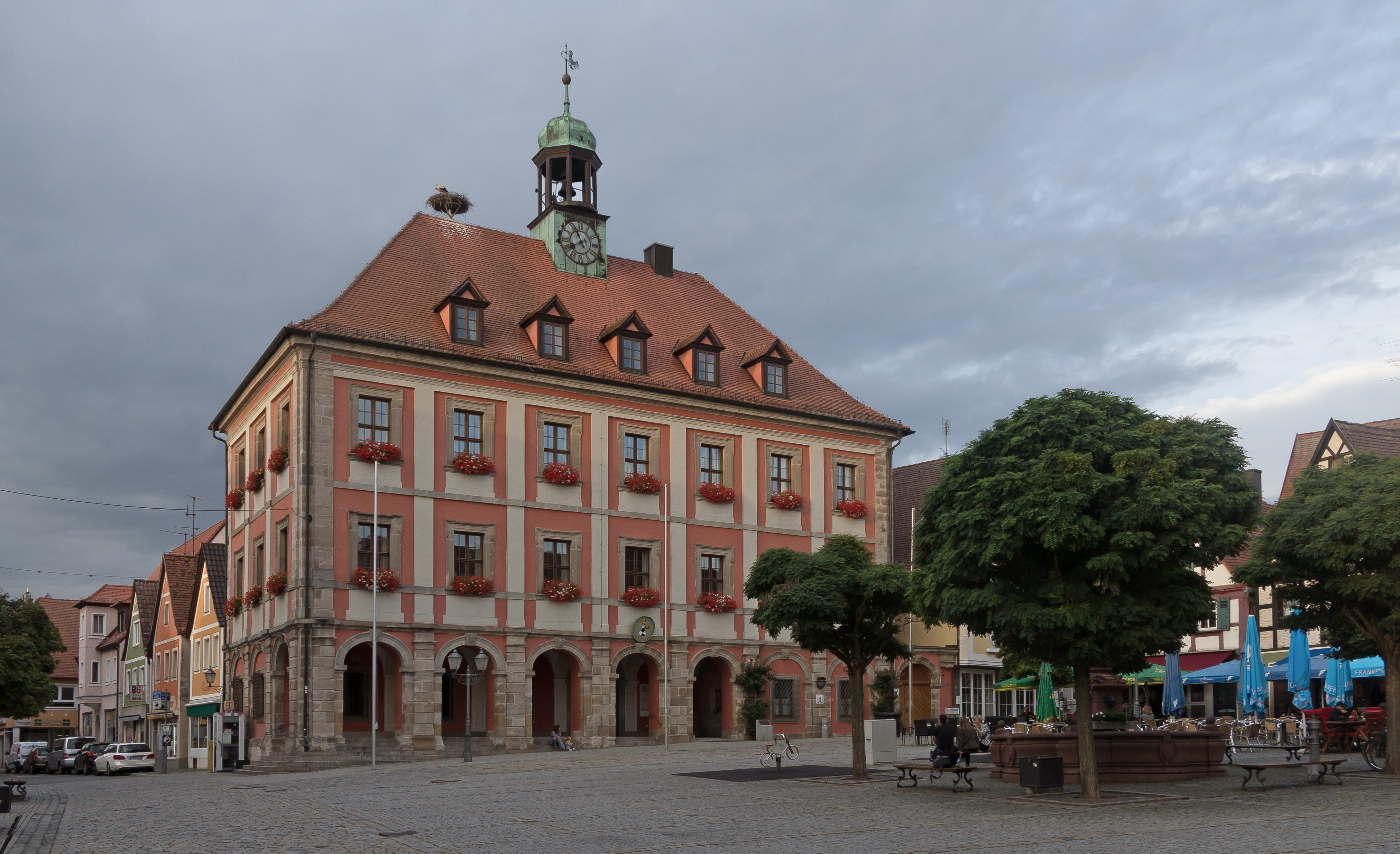
L'hôtel de ville
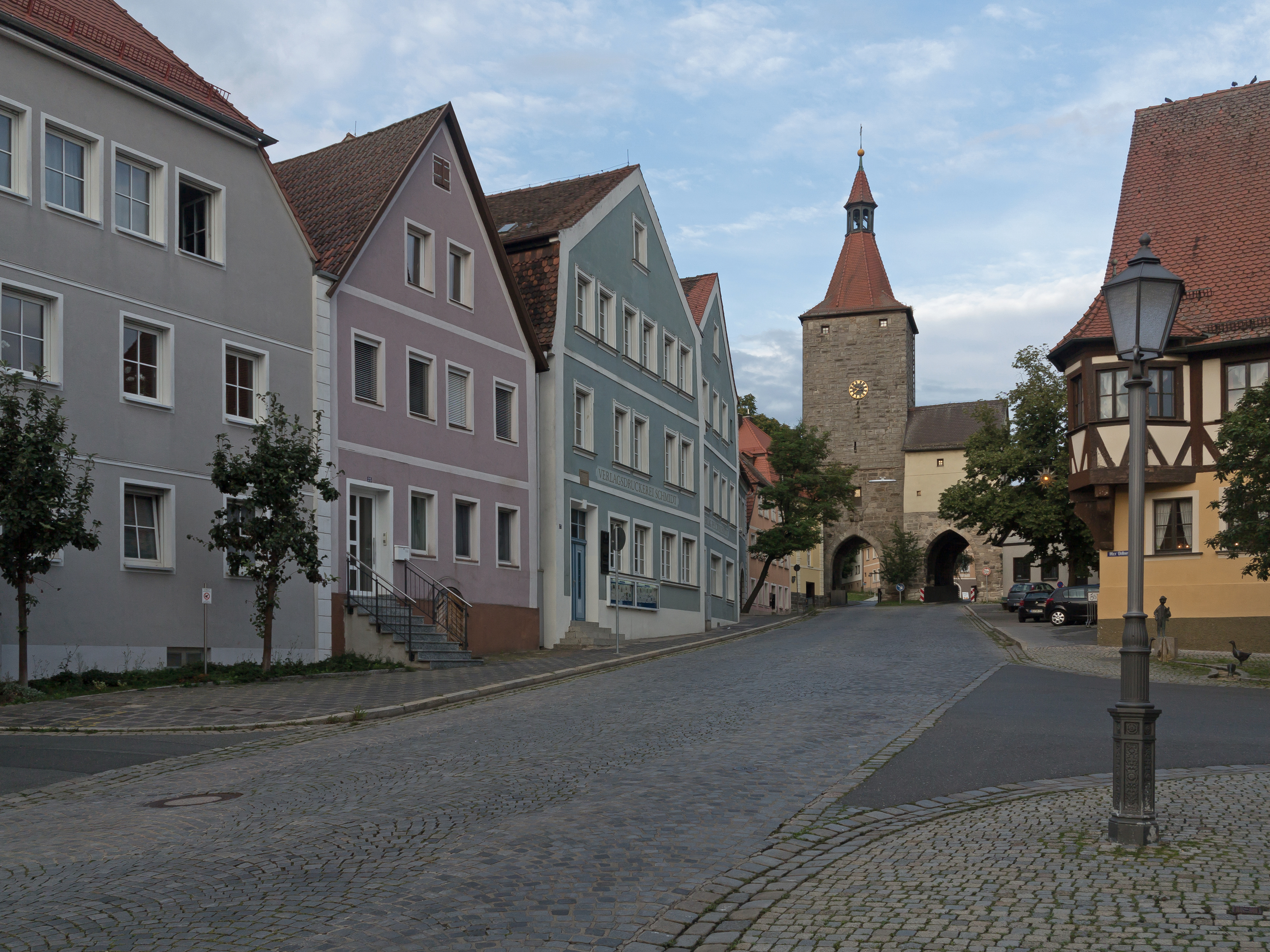
Porte de Nuremberg
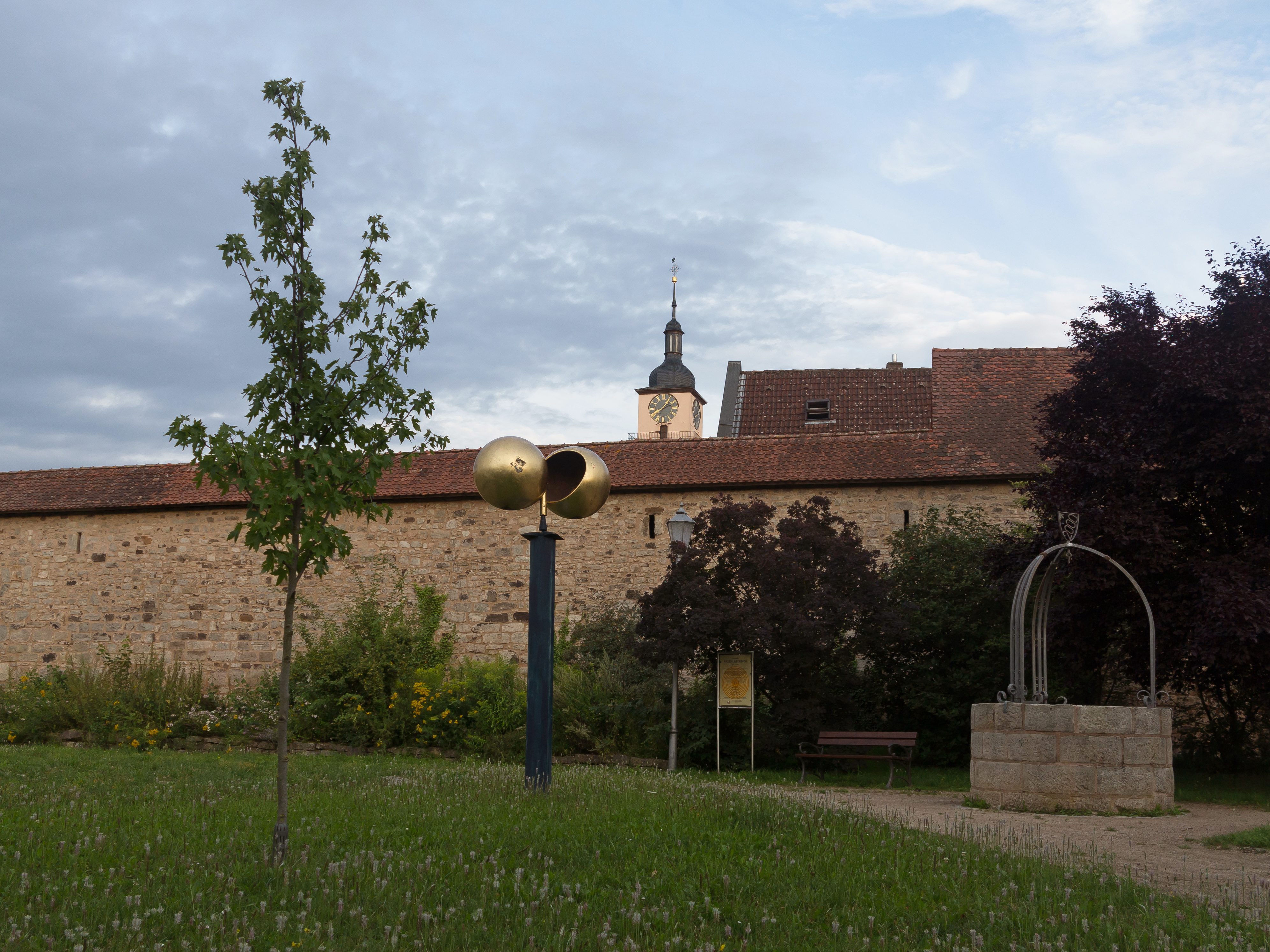
Street art près die Städthalle
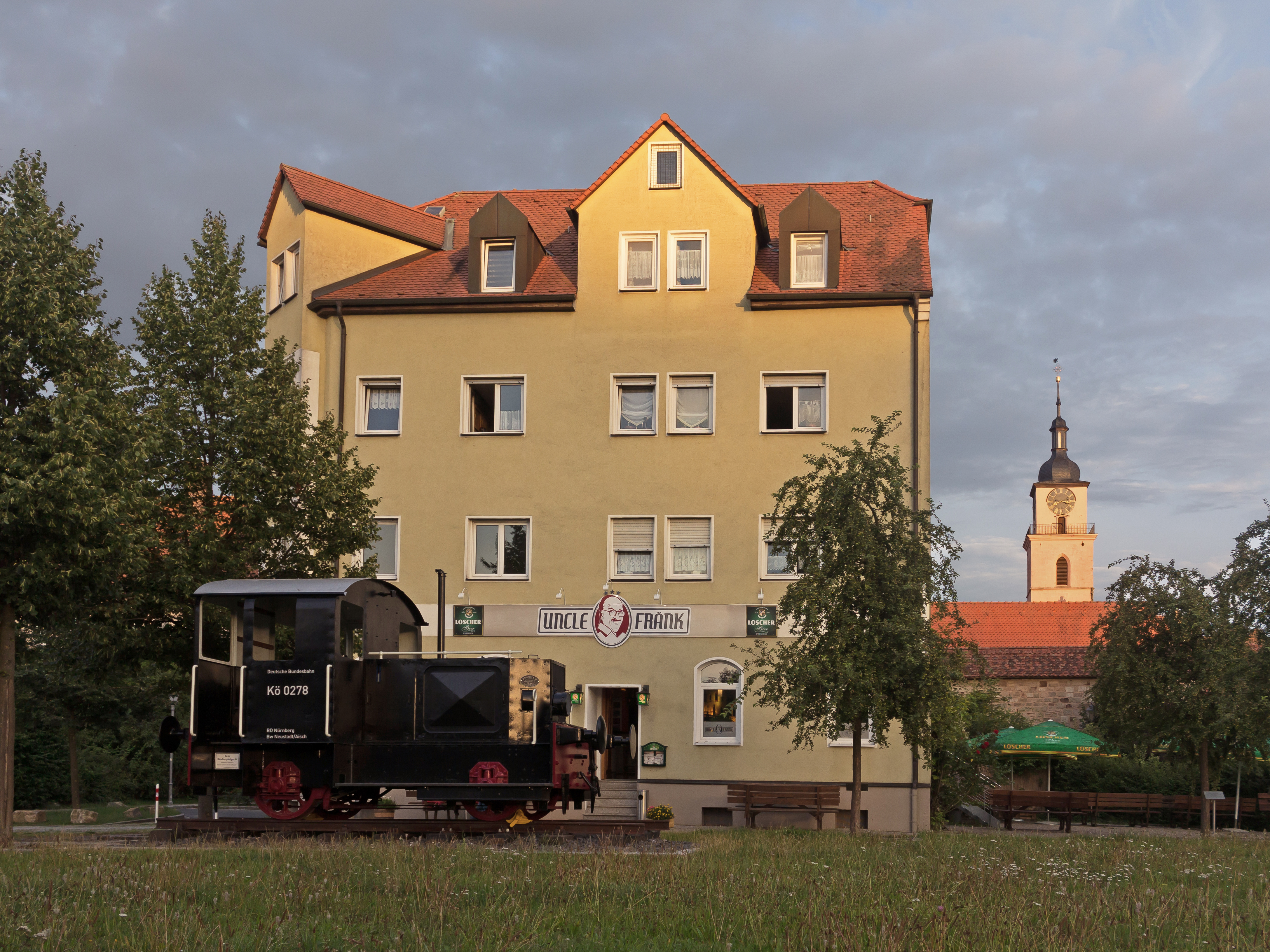
Bar Uncle Frank